# 머큐리-레드스톤 3호
머큐리-레드스톤 3호(영어: Mercury-Redstone 3, 또는 프리덤 7호(Freedom 7))는 미국 항공우주국의 유인 우주 비행 계획의 하나인 머큐리 계획에 있어서의 첫 유인 로켓 발사 임무이다. 호출 부호는 프리덤 7(Freedom 7)이다. 1961년 5월 5일에 발사되어 우주 공간까지의 탄도 비행에 성공했다. 이것은 미국의 첫 유인 우주선 발사가 되었다.

## 승무원
- 앨런 셰퍼드

### 백업 승무원
- 존 글렌

## 개요
미국 항공우주국은, 유인 우주선 계획으로서 1958년부터 머큐리 계획을 추진하고 있었다. 1960년부터는 레드스톤 미사일에 머큐리 우주선을 탑재한 머큐리-레드스톤 로켓이 사용된 시험이 계속되고 있었다. 1961년 1월 31일에 침팬지 햄이 탑승한 머큐리-레드스톤 2호의 발사가 성공해, 계속해서 유인 비행을 추진하게 되었다.
머큐리-레드스톤 3호에 탑재된 머큐리 우주선은 프리덤 7으로 불렸다. 1960년 12월에 케이프커내버럴 공군 기지에 도착했지만, 조종 장치의 개량 등 여러 문제 때문에 발사가 늦어져 발사 준비가 완료된 것은 1961년 5월 2일이었다. 1달쯤 전인 1961년 4월에, 소련은 보스토크 1호를 발사해 세계 최초의 유인 우주비행에 성공했다.
탑승 우주비행사의 선정은 1961년 2월 22일부터 이루어져 앨런 셰퍼드나 존 글렌 등 3명이 선발대상으로 선정되었고, 이중 최종적으로 앨런 셰퍼드가 선발되었다.
1961년 5월 2일부터 발사 대기를 해 앨런 셰퍼드가 우주선에 탑승했지만, 기상 상황이 좋지 않았기 때문에 발사가 연기되었다. 다음 3일간도 우주선에 탑승하였으나 기상 때문에 매번 발사가 연기되었다.
1961년 5월 5일에 기상이 양호해지고 재차 발사 준비가 진행되었다. 발사는 미 동부표준시 기준 9시 34분에 케이프커내버럴 공군 기지에서 이루어졌다. 이 발사는 TV로 중계되었다.
머큐리-레드스톤 3호는 비행 시간 15분 22초, 최고 고도 187.42 km 의 탄도 비행을 실시하고 지상에 귀환했다. 착수 지점은 발사 장소에서 487.26 km 떨어진 대서양 해상이며, 앨런 셰퍼드 및 우주선은 헬리콥터에 의해 구조되어 항공모함 USS 레이크 챔플레인 호에 회수되었다.
해군 조종사인 만 37세 앨런 셰퍼드는 케이프커내버럴 공군 기지에서 발사되어, 15분 동안의 탄도 비행을 하여 미국 최초의 우주비행사가 되었으며, 대서양에 우주선이 낙하산으로 떨어지고, 만재배수량 3만톤의 에식스급 항공모함에서 6톤 해상작전헬기가 구조했다.
미국 NASA는 고도 80 km를 우주로 보며, 이 고도 이상을 비행하면 우주비행사 배지를 수여한다.
앨런 셰퍼드는 이후에 해군 소장까지 진급했다.

## 갤러리

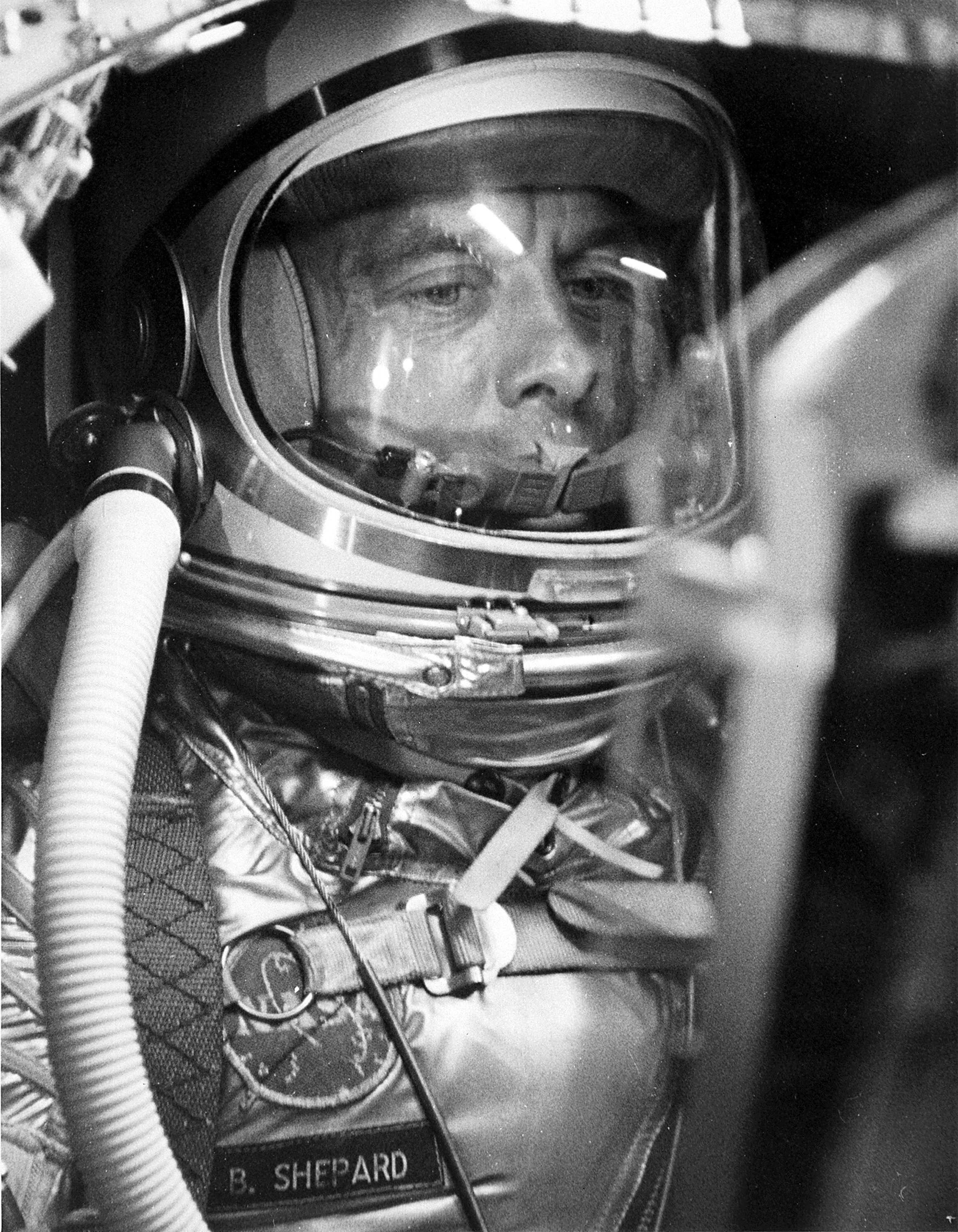
발사 전의 앨런 셰퍼드
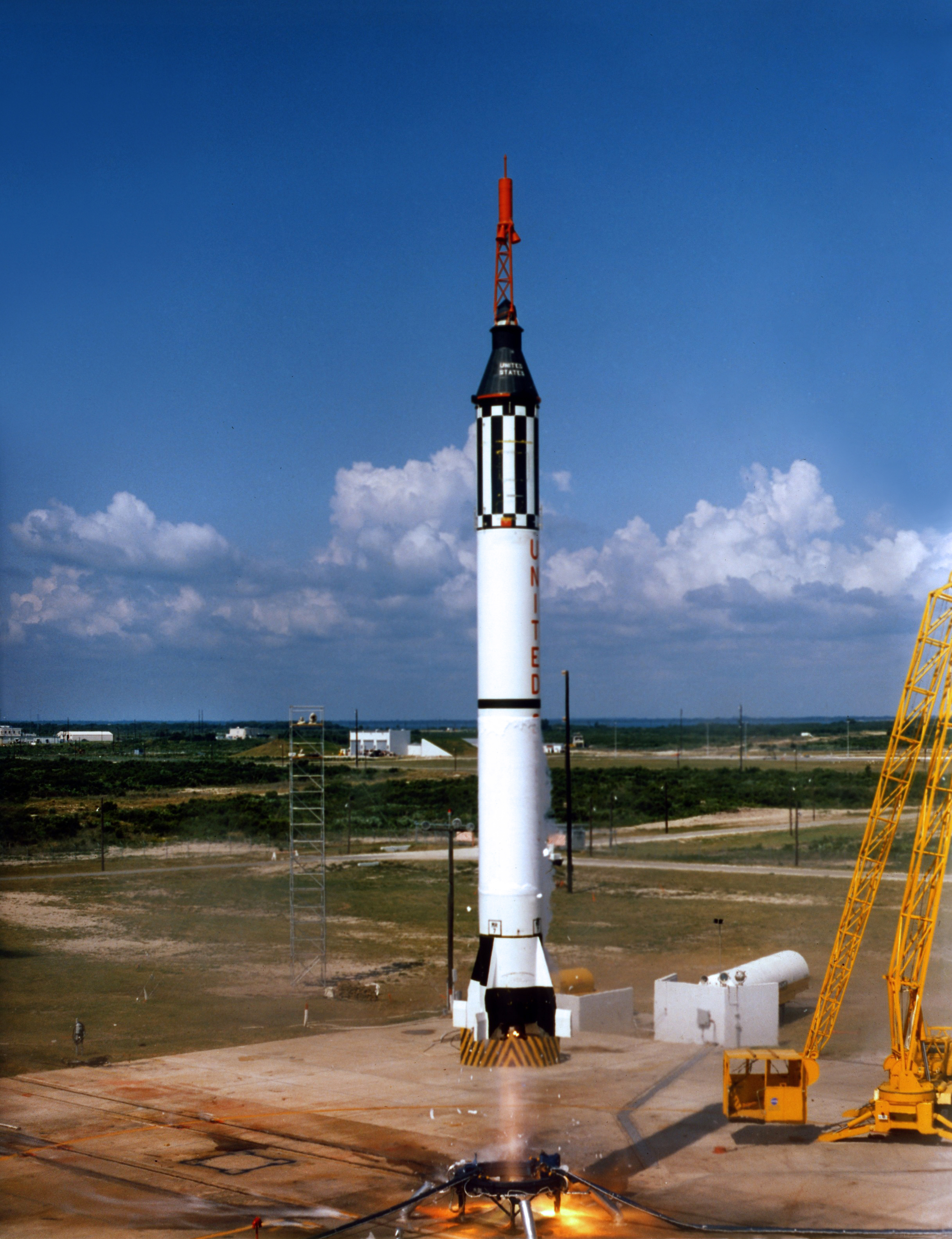
발사
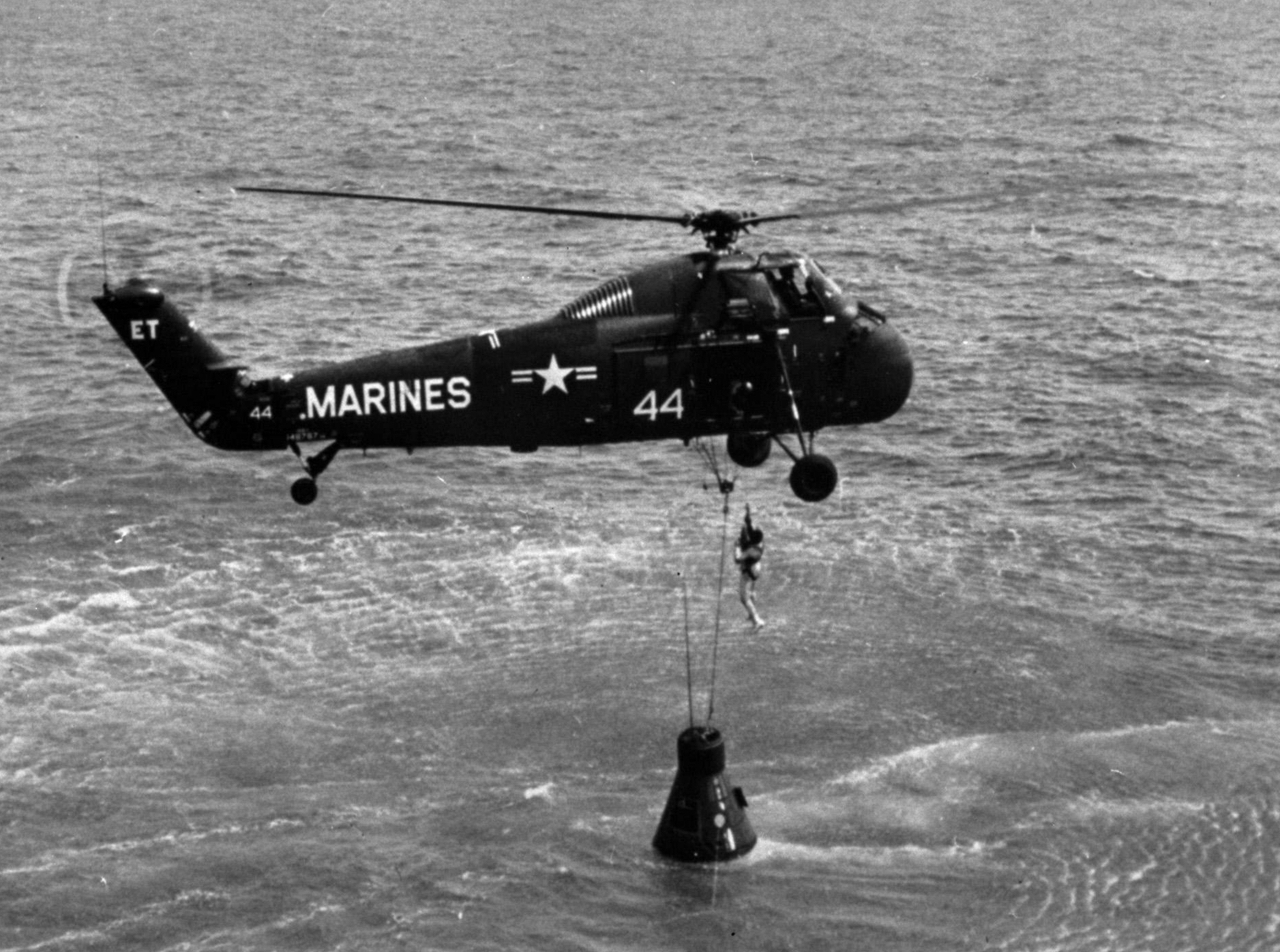
구조되는 머큐리-레드스톤 3호
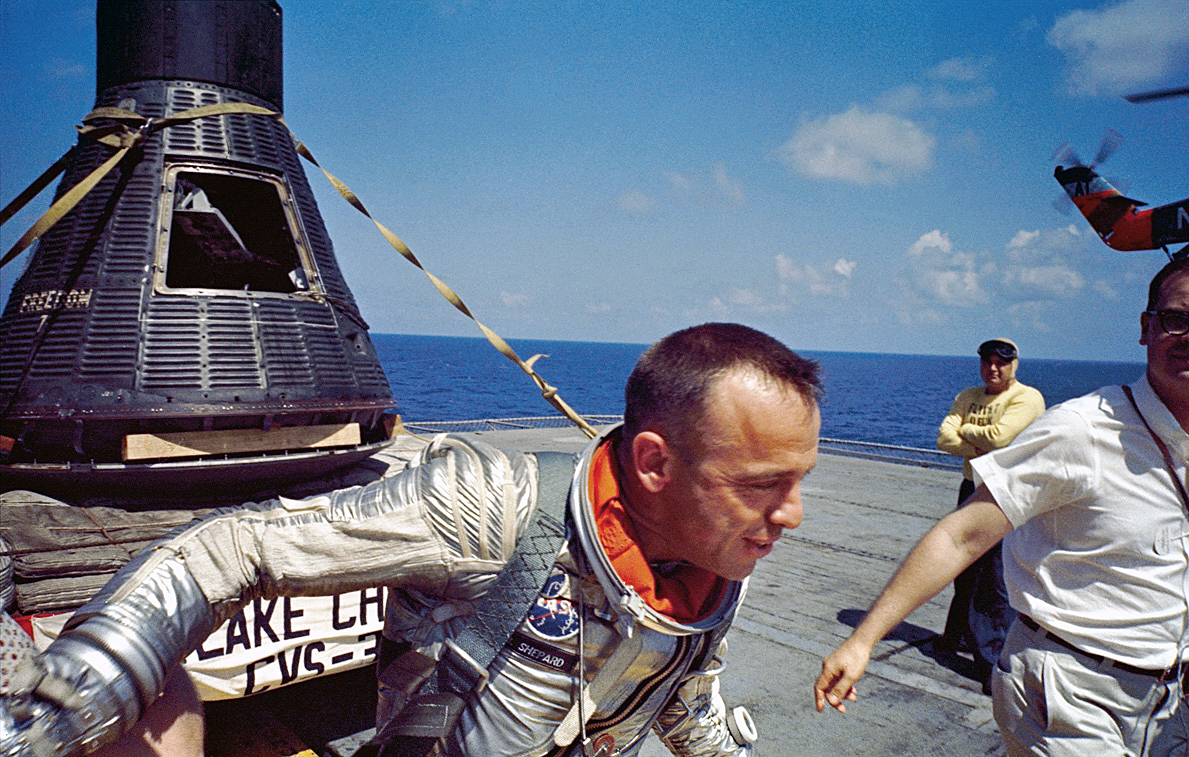
구조된 앨런 셰퍼드

## 같이 보기
- 보스토크 1호

1. ↑  Swenson, Loyd S. Jr.; Grimwood, James M.; Alexander, Charles C. (1989). 〈11-1 Suborbital Flights into Space〉.   Woods, David; Gamble, Chris. 《This New Ocean: A History of Project Mercury》 (url). NASA History Series. NASA. SP-4201. 2009년 7월 13일에 원본 문서에서 보존된 문서. 2017년 8월 15일에 확인함.